# Doriath
Doriath je bil prvoveški gozd in kraljestvo iz Tolkienove mitologije. Vladala sta mu vilin Thingol in maja Melian, po reorganizaciji 504 p.v. polvilin Dior.

## Zgodovina
Melian in Thingol sta se zaljubila, ko je Thingol zataval v dorthonionske gozdove med odpravo Noldor v Valinor, ki sta jo poleg njega vodila Finwë in Olwë. Ker Thingola nikoli nista našla, sta odšla naprej proti Valinoru, Thingola pa pustila zadaj. Thingol je zavladal Sivim vilinom, ki so živeli v tistem območju. Rodila se mu je hčer Luthien.